# Liste der Baudenkmäler in Schwarzenbruck
Auf dieser Seite sind die Baudenkmäler in der mittelfränkischen Gemeinde Schwarzenbruck zusammengestellt. Diese Tabelle ist eine Teilliste der Liste der Baudenkmäler in Bayern. Grundlage ist die Bayerische Denkmalliste, die auf Basis des Bayerischen Denkmalschutzgesetzes vom 1. Oktober 1973 erstmals erstellt wurde und seither durch das Bayerische Landesamt für Denkmalpflege geführt wird. Die folgenden Angaben ersetzen nicht die rechtsverbindliche Auskunft der Denkmalschutzbehörde.

## Baudenkmäler nach Gemeindeteilen

### Schwarzenbruck
| Lage | Objekt                                                    | Beschreibung | Akten-Nr.               | Bild           |
| --- | --------------------------------------------------------- | --- | ----------------------- | -------------- |
| Bierweg; Ludwig-Donau-Main-Kanal; Sperbersloherweg; Dürrenhembacher Straße 22 (Standort)                                                                 | Schleuse 52 des Ludwig-Donau-Main-Kanals                  | Kammerschleuse mit Massivbrücke: Sandstein, 1836/45 | D-5-74-157-15           | weitere Bilder |
| Bierweg; Ludwig-Donau-Main-Kanal; Sperbersloherweg; Dürrenhembacher Straße 22 (Standort)                                                                 | Schleuse 52 des Ludwig-Donau-Main-Kanals                  | Schleusenwärterhaus: eingeschossiger massiver Flachsatteldachbau, 1836/45 | D-5-74-157-15 zugehörig | weitere Bilder |
| Brückkanal 1 (Standort) | Schleuse 53 des Ludwig-Donau-Main-Kanals                  | Kammerschleuse mit Steg: Sandstein, 1836/45 | D-5-76-151-1            | weitere Bilder |
| Dürrenhembacher Straße 13 (Standort) | Ehemaliges Wohnstallhaus                                  | Eingeschossiger Sandsteinbau mit Fachwerkgiebel und Schopfwalmdach, 18./19. Jahrhundert | D-5-74-157-1            | weitere Bilder |
| Dürrenhembacher Straße 13 (Standort) | Backofen                                                  | Sandstein, 19. Jahrhundert | D-5-74-157-1 zugehörig  | weitere Bilder |
| Dürrenhembacher Straße 15; Dürrenhembacher Straße 17 (Standort)                                                                                          | Schloss                                                   | Gräflich Faber-Castell’sches Schloss: zweigeschossiger Sandsteinquaderbau mit Treppentürmen und überragendem Rundturm | D-5-74-157-2            | weitere Bilder |
| Dürrenhembacher Straße 15; Dürrenhembacher Straße 17 (Standort)                                                                                          | Ehemaliges Forsthaus                                      | eingeschossiger Sandsteinquaderbau mit Walmdach | D-5-74-157-2 zugehörig  | BW             |
| Dürrenhembacher Straße 15; Dürrenhembacher Straße 17 (Standort)                                                                                          | Geräteschuppen                                            | Sandsteinquaderbau mit Walmdach | D-5-74-157-2 zugehörig  | BW             |
| Dürrenhembacher Straße 15; Dürrenhembacher Straße 17 (Standort)                                                                                          | Schalenbrunnen                                            | | D-5-74-157-2 zugehörig  | weitere Bilder |
| Dürrenhembacher Straße 15; Dürrenhembacher Straße 17 (Standort)                                                                                          | Einfriedung                                               | Metallgitterzaun mit Sandsteinpfosten; sämtlich in Formen der Neurenaissance, 1883/85 | D-5-74-157-2 zugehörig  | weitere Bilder |
| Flurstraße 2 (Standort) | Kiosk                                                     | Blumenpavillon, eingeschossiger Massivbau mit auskragendem, flach geneigtem Flugdach aus Beton und schlanken Stützsäulen aus Metall, 1961 | D-5-74-157-64           | weitere Bilder |
| Flurstraße 4 (Standort) | Evangelisch-lutherische Pfarrkirche, Martin-Luther-Kirche | Sandsteinquaderbau, Chorturmanlage aus Sandsteinquadern, Saalbau mit Satteldach, Turm mit Fachwerkobergeschoss und Spitzhelm, in Formen der konservativen Nachkriegsarchitektur, 1955 nach Planungen des Architekturbüros Lincke; mit Ausstattung | D-5-74-157-59           | weitere Bilder |
| Friedhofstraße 4 () | Leichenhaus des Friedhofs                                 | eingeschossiger, langgestreckter Sandsteinquaderbau mit Steildach und Glockenreiter mit Spitzhelm, an der Westseite hölzerner Walmdachvorbau, 1953; Friedhofsmauer, Sandsteinquadermauer und Friedhofstor mit bossierten Sandsteinpfeilern mit Kugelbekrönung, gleichzeitig | D-5-74-157-65           |                |
| Ludwig-Donau-Main-Kanal (Standort) | Schleuse 47 (Bestandteil des Ludwig-Donau-Main-Kanals)    | Kammerschleuse mit Massivbrücke: Sandstein, 1836/45 | D-5-74-157-10           | weitere Bilder |
| Ludwig-Donau-Main-Kanal (Standort) | Schleuse 48 (Bestandteil des Ludwig-Donau-Main-Kanals)    | Kammerschleuse mit Steg: Sandstein, 1836/45 | D-5-74-157-11           | weitere Bilder |
| Ludwig-Donau-Main-Kanal (Standort) | Kilometerstein (Bestandteil des Ludwig-Donau-Main-Kanals) | Naturstein, 1836/45 | D-5-74-157-7            | weitere Bilder |
| Ludwig-Donau-Main-Kanal; Am Kanal 32 (Standort) | Schleuse 46 (Bestandteil des Ludwig-Donau-Main-Kanals)    | Schleuse: 1836/45 | D-5-74-157-9            | weitere Bilder |
| Ludwig-Donau-Main-Kanal; Am Kanal 32 (Standort) | Schleuse 46 (Bestandteil des Ludwig-Donau-Main-Kanals)    | Schleusenwärterhaus: eingeschossiger massiver Flachsatteldachbau, 1836/45, erneuert | D-5-74-157-9 zugehörig  | weitere Bilder |
| Ludwig-Donau-Main-Kanal (Standort) | Schleuse 50 des Ludwig-Donau-Main-Kanals                  | Natursteinquader, 1836/45 | D-5-74-157-13           | weitere Bilder |
| Ludwig-Donau-Main-Kanal (Standort) | Schleuse 45 des Ludwig-Donau-Main-Kanals                  | Kammerschleuse mit Massivbrücke: Sandstein, 1836/45 | D-5-74-157-8            | weitere Bilder |
| Ludwig-Donau-Main-Kanal (Standort) | Abschnitt des Ludwig-Donau-Main-Kanals                    | Künstlich angelegte Wasserstraße zwischen Kelheim und Bamberg auf einer Länge von 173 km mit ehemals 100 Schleusen, zahlreichen wasser- und schifffahrtstechnischen Anlagen und Gebäuden zur Herstellung eines durchgehenden Wasserweges zwischen Nordsee und dem Schwarzen Meer, auf Veranlassung König Ludwigs I. von Bayern durch Heinrich Freiherr von Pechmann, 1836–45 | D-5-74-157-5            | weitere Bilder |
| Ludwig-Donau-Main-Kanal; Am Kanal 33 (Standort) | Schleuse 49 des Ludwig-Donau-Main-Kanals                  | Kammerschleuse mit Massivbrücke: Sandstein, 1836/45 | D-5-74-157-12           | weitere Bilder |
| Ludwig-Donau-Main-Kanal; Am Kanal 33 (Standort) | Schleuse 49 des Ludwig-Donau-Main-Kanals                  | Schleusenwärterhaus: eingeschossiger massiver Flachsatteldachbau, 1836/45, erneuert und erweitert | D-5-74-157-12 zugehörig | weitere Bilder |
| Ludwig-Donau-Main-Kanal; Neue Straße (Standort) | Schleuse 51 des Ludwig-Donau-Main-Kanals                  | Kammerschleuse mit Massivbrücke: Sandstein, 1836/45 | D-5-74-157-14           | weitere Bilder |
| Ludwig-Donau-Main-Kanal; Schwabacher Weg (Standort) | Schleuse 44 (Bestandteil des Ludwig-Donau-Main-Kanals)    | Kammerschleuse mit Massivbrücke: Sandstein, 1836-1845 | D-5-74-157-6            | weitere Bilder |
| Schlosshof 1; Schlosshof 4; Schlosshof 2; Schlosshof 3; Schlosshof 6; Schlosshof 7; Schlosshof 8; Schlosshof 5; Nähe Schloss; Nähe Schlosshof (Standort) | Ehemaliger Herrensitz                                     | Sogenanntes von Petzsches Schloss: dreiflügeliger, freisichtiger Sandsteinquaderbau, durch Abschlussmauer zum Hof geschlossen Haupthaus: dreigeschossiger Satteldachbau mit Schopf, Zwerchhäusern und Schleppgauben, Flügelbauten: schmale, zweigeschossige Satteldachbauten mit dreigeschossigen Rechtecktürmen mit Pyramidendächern, im Kern zweite Hälfte 16. Jahrhundert, Ausbau der Flügelbauten im 17. Jahrhundert                                                                                   | D-5-74-157-4            | weitere Bilder |
| Schlosshof 1; Schlosshof 4; Schlosshof 2; Schlosshof 3; Schlosshof 6; Schlosshof 7; Schlosshof 8; Schlosshof 5; Nähe Schloss; Nähe Schlosshof (Standort) | Brücke                                                    | einbogige Sandsteinquaderbrücke, zweite Hälfte 16. Jahrhundert/18. Jahrhundert | D-5-74-157-4 zugehörig  | weitere Bilder |
| Schlosshof 1; Schlosshof 4; Schlosshof 2; Schlosshof 3; Schlosshof 6; Schlosshof 7; Schlosshof 8; Schlosshof 5; Nähe Schloss; Nähe Schlosshof (Standort) | Befestigung                                               | Sogenanntes von Petzsches Schloss: dreiflügeliger, freisichtiger Sandsteinquaderbau, durch Abschlussmauer zum Hof geschlossen Futtermauern des Schlossgrabens, Sandsteinquadermauerwerk, zweite Hälfte 16. Jahrhundert/18. Jahrhundert Wirtschaftshof: geschlossene Reihe von Wohnhäusern und Scheunen, eingeschossige Satteldachbauten, teils Sandsteinquader, teils Fachwerk, 18. Jahrhundert/frühes 19. Jahrhundert, Nummer 3 bezeichnet „1861“, Nummer 6 errichtet 1798, Nummer 7 und 8 errichtet 1800 | D-5-74-157-4 zugehörig  | weitere Bilder |
| Schlosshof 1; Schlosshof 4; Schlosshof 2; Schlosshof 3; Schlosshof 6; Schlosshof 7; Schlosshof 8; Schlosshof 5; Nähe Schloss; Nähe Schlosshof (Standort) | Wohnhaus                                                  | zweigeschossiger Steilsatteldachbau mit Sandsteinquadererdgeschoss, Fachwerkobergeschoss und Glockentürmchen mit Zeltdach, an der Ostseite Fachwerkzwerchhaus mit Satteldach, 18. Jahrhundert | D-5-74-157-4 zugehörig  | weitere Bilder |
| Schlosshof 1; Schlosshof 4; Schlosshof 2; Schlosshof 3; Schlosshof 6; Schlosshof 7; Schlosshof 8; Schlosshof 5; Nähe Schloss; Nähe Schlosshof (Standort) | Scheune                                                   | Sandsteinquaderbau mit Steilsatteldach, Fachwerkgiebel und flachen Schleppgauben, um 1730 | D-5-74-157-4 zugehörig  | weitere Bilder |
| Schlosshof 1; Schlosshof 4; Schlosshof 2; Schlosshof 3; Schlosshof 6; Schlosshof 7; Schlosshof 8; Schlosshof 5; Nähe Schloss; Nähe Schlosshof (Standort) | Ummauerung des Wirtschaftshofes                           | Sandsteinquadermauer mit gerundetem Abschluss und Rechteckpfeilern mit Kappenaufsätzen, 18. Jahrhundert | D-5-74-157-4 zugehörig  | weitere Bilder |

### Altenthann
| Lage                               | Objekt                                       | Beschreibung | Akten-Nr.               | Bild           |
| ---------------------------------- | -------------------------------------------- | --- | ----------------------- | -------------- |
| Ochenbrucker Straße 4 (Standort)   | Evangelisch-lutherische Pfarrkirche St. Veit | Saalkirche, Turm mit geschweifter Haube, 1697–1700, Turmunterbau von einem Turm der Burg, mittelalterlich; mit Ausstattung                                      | D-5-74-157-17           | weitere Bilder |
| Ochenbrucker Straße 4 (Standort)   | Kirchhofmauer                                | Sandstein, 17./18. Jahrhundert | D-5-74-157-17 zugehörig | weitere Bilder |
| Ochenbrucker Straße 7 (Standort)   | Wohnstallhaus                                | Eingeschossiger massiver Schopfwalmdachbau, 19. Jahrhundert | D-5-74-157-18           | weitere Bilder |
| Ochenbrucker Straße 11 (Standort)  | Ehemaliges Wohnstallhaus                     | Eingeschossiger Sandsteinquaderbau mit Schopfwalmdach, wohl spätes 18./frühes 19. Jahrhundert                                                                   | D-5-74-157-19           | weitere Bilder |
| Penzenhofener Straße 12 (Standort) | Wohnstallhaus                                | Eingeschossiger Sandsteinquaderbau mit Steildach, Fachwerkgiebel, bezeichnet „1813“, um seitlichen Erkeranbau erweitert, wohl spätes 19./frühes 20. Jahrhundert | D-5-74-157-22           | weitere Bilder |
| Penzenhofener Straße 12 (Standort) | Scheune                                      | Fachwerkbau, 1813 | D-5-74-157-22 zugehörig | BW             |
| Wirtsgasse 1 (Standort)            | Ehemaliges Wohnstallhaus                     | Eingeschossiger Sandsteinquaderbau mit Fachwerkgiebel und Schopfwalmdach, wohl 1838, modern verputzt                                                            | D-5-74-157-23           | weitere Bilder |
| Wirtsgasse 3 (Standort)            | Ehemaliges Gasthaus                          | Zweigeschossiger giebelständiger Satteldachbau, Obergeschoss teilweise Fachwerk, zweite Hälfte 18. Jahrhundert, Dach dendrochronologisch datiert 1891           | D-5-74-157-24           | weitere Bilder |

### Fröschau
| Lage                  | Objekt                   | Beschreibung                                                                  | Akten-Nr.     | Bild           |
| --------------------- | ------------------------ | ----------------------------------------------------------------------------- | ------------- | -------------- |
| Fröschau 1 (Standort) | Ehemaliges Wohnstallhaus | Eingeschossiger Steildachbau mit Fachwerkgiebel, erste Hälfte 19. Jahrhundert | D-5-74-157-25 | weitere Bilder |

### Mauschelhof
| Lage                                     | Objekt        | Beschreibung                                                                     | Akten-Nr.               | Bild           |
| ---------------------------------------- | ------------- | -------------------------------------------------------------------------------- | ----------------------- | -------------- |
| Mauschelhof 1; In Mauschelhof (Standort) | Bauernhaus    | Eingeschossiger Sandsteinquaderbau mit steilem Schopfwalmdach, bezeichnet „1847“ | D-5-74-157-53           | weitere Bilder |
| Mauschelhof 1; In Mauschelhof (Standort) | Schweinestall | Sandsteinquaderbau, wohl Mitte 19. Jahrhundert                                   | D-5-74-157-53 zugehörig | weitere Bilder |

### Oberlindelburg
| Lage                     | Objekt        | Beschreibung                                                                               | Akten-Nr.     | Bild           |
| ------------------------ | ------------- | ------------------------------------------------------------------------------------------ | ------------- | -------------- |
| Im Oberdorf 9 (Standort) | Wohnstallhaus | Eingeschossiger Sandsteinquaderbau mit Steildach, Giebelfachwerk verputzt, 18. Jahrhundert | D-5-74-157-27 | weitere Bilder |

### Ochenbruck
| Lage                                                    | Objekt                                    | Beschreibung | Akten-Nr.     | Bild           |
| ------------------------------------------------------- | ----------------------------------------- | --- | ------------- | -------------- |
| Am Bahnhof 2 (Standort)                                 | Ehemaliges Streckenwärterhaus der Ostbahn | Zweigeschossiger schmaler Sandsteinquaderbau mit Flachsatteldach, um 1871 | D-5-74-157-48 | weitere Bilder |
| Am Bahnhof 3 (Standort)                                 | Stationsgebäude                           | Langgestreckter zweigeschossiger Sandsteinquaderbau mit Flachsatteldach, um 1871, später verlängert | D-5-74-157-49 | weitere Bilder |
| Zum Schwarzachtal 3 a; Zum Schwarzachtal 3 c (Standort) | Ehemalige Mühle, sogenannte Bronzemühle   | Wohnhaus: zweigeschossiger Sandsteinquaderbau mit Mansardwalmdach, Neurenaissance, um 1900 Produktionsgebäude: dreigeschossiger Sandsteinquaderbau mit Attikaabschluss, Pultdach, um 1900 Mühlkanal: mit Mühlrad, um 1900 | D-5-74-157-51 | BW             |
| Zum Schwarzachtal 5 (Standort)                          | Ehemaliges Wohnstallhaus                  | Eingeschossiger Sandsteinquaderbau mit Steildach, Mitte 19. Jahrhundert | D-5-74-157-50 | weitere Bilder |

### Pfeifferhütte
| Lage | Objekt | Beschreibung | Akten-Nr.               | Bild           |
| --- | --- | --- | ----------------------- | -------------- |
| Leidesfeld, etwa 1,5 km nordwestlich von Pfeifferhütte südlich der B 8 (Standort)                       | Zwei Kreuze                                                                                                 | Sandstein, eines bezeichnet „1821“. | D-5-74-157-41           | weitere Bilder |
| Leidesfeld; Ludwig-Donau-Main-Kanal; Schleuse 37 (Standort)                                             | Schleuse 37 (Bestandteil des Ludwig-Donau-Main-Kanals)                                                      | Kammerschleuse mit Massivbrücke, Naturstein, 1836–45 | D-5-74-157-33           | weitere Bilder |
| Leidesfeld; Ludwig-Donau-Main-Kanal; Schleuse 37 (Standort)                                             | Schleuse 37                                                                                                 | Schleusenwärterhaus: eingeschossiger Sandsteinquaderbau mit Flachsatteldach, 1836–45 | D-5-74-157-33 zugehörig | weitere Bilder |
| Ludwig-Donau-Main-Kanal (Standort)                                                                      | Schleuse 39 (Bestandteil des Ludwig-Donau-Main-Kanals)                                                      | Kammerschleuse: Naturstein, 1836–45 | D-5-74-157-35           | weitere Bilder |
| Ludwig-Donau-Main-Kanal (Standort)                                                                      | Schleuse 43                                                                                                 | Kammerschleuse mit Massivbrücke: 1836/45 | D-5-74-157-39           | weitere Bilder |
| Ludwig-Donau-Main-Kanal (Standort)                                                                      | Schleuse 41 (Bestandteil des Ludwig-Donau-Main-Kanals)                                                      | Kammerschleuse mit Steg: Sandstein, 1836/45 | D-5-74-157-37           | weitere Bilder |
| Ludwig-Donau-Main-Kanal (Standort)                                                                      | Schleuse 40 (Bestandteil des Ludwig-Donau-Main-Kanals)                                                      | Kammerschleuse mit Steg: Sandstein, 1836/45 | D-5-74-157-36           | weitere Bilder |
| Ludwig-Donau-Main-Kanal (Standort)                                                                      | Abschnitt des Ludwig-Donau-Main-Kanals                                                                      | Künstlich angelegte Wasserstraße zwischen Kelheim und Bamberg auf einer Länge von 173 km mit ehemals 100 Schleusen, zahlreichen wasser- und schifffahrtstechnischen Anlagen und Gebäuden zur Herstellung eines durchgehenden Wasserweges zwischen Nordsee und dem Schwarzen Meer, auf Veranlassung König Ludwigs I. von Bayern durch Heinrich Freiherr von Pechmann, 1836–45 | D-5-74-157-60           | weitere Bilder |
| Ludwig-Donau-Main-Kanal (Standort)                                                                      | Schleuse 42 (Bestandteil des Ludwig-Donau-Main-Kanals)                                                      | Kammerschleuse mit Steg: Sandstein, 1836/45 | D-5-74-157-38           | weitere Bilder |
| Ludwig-Donau-Main-Kanal (Standort)                                                                      | Schleuse 36 (Bestandteil des Ludwig-Donau-Main-Kanals)                                                      | Kammerschleuse: Naturstein, 1836–45 | D-5-74-157-32           | weitere Bilder |
| Neumarkter Straße; B 8; Lindelburger Straße; Ludwig-Donau-Main-Kanal; Nähe Neumarkter Straße (Standort) | Abschnitt des Ludwig-Donau-Main-Kanals                                                                      | Künstlich angelegte Wasserstraße zwischen Kelheim und Bamberg auf einer Länge von 173 km mit ehemals 100 Schleusen, zahlreichen wasser- und schifffahrtstechnischen Anlagen und Gebäuden zur Herstellung eines durchgehenden Wasserweges zwischen Nordsee und dem Schwarzen Meer, auf Veranlassung König Ludwigs I. von Bayern durch Heinrich Freiherr von Pechmann, 1836–45 | D-5-74-157-61           | weitere Bilder |
| Neumarkter Straße; B 8; Ludwig-Donau-Main-Kanal; Nähe Neumarkter Straße; Tannenweg (Standort)           | Schleuse 38 (Bestandteil des Ludwig-Donau-Main-Kanals)                                                      | Kammerschleuse: Naturstein, 1836–45 | D-5-74-157-34           | weitere Bilder |
| Salachweg 8; Salachweg 10; Salachweg 2; Salachweg 4; Salachweg 6 (Standort)                             | Ehemalige Jagdvilla, später Gästehaus und Schullandheim. Seit 2022 Kultur und Begegnungsstätte Villa Flaire | Zweigeschossiger verputzter Massivbau mit Steilsatteldach, an der Westseite zwei Eckrisalite, von Hans Ebert, 1930, Umbau zum Gästehaus wohl nach Planung von Wilhelm Schlegtendal, 1940 Gartenpavillon: eingeschossiger verputzter Massivbau mit Zeltdach und bossierten Ecklisenen, 1930/1940 Gartenhaus: eingeschossiger Holzbau mit flachem Satteldach und Portikusvorbau, 1930/1940 Pförtnerhaus: eingeschossiger verputzter Massivbau mit Satteldach und Lisenengliederung, 1930/1940 Mauer mit Eingangstor: Mauerwerk aus Bruchkalkstein, 1930/1940, an der westlichen Grundstücksgrenze Garten: von Nadelgehölz eingefasste freie Wiesenfläche mit Mauern und Terrassen, 1930/1940 Gesindehäuser: drei erdgeschossige verputzte Massivbauten mit Satteldächern und hölzernen Vorbauten, 1930/1940 Eiskeller: erdbedeckter Backsteinbau, 1930/1940 Einfriedung: Einfriedung mit Kunststeintor und -skulptur eines Tieres, 1930/1940, an der südöstlichen Grundstücksgrenze | D-5-74-157-54           | weitere Bilder |

### Rummelsberg
| Lage                      | Objekt                                                                        | Beschreibung | Akten-Nr.               | Bild           |
| ------------------------- | ----------------------------------------------------------------------------- | --- | ----------------------- | -------------- |
| Rummelsberg 1 (Standort)  | Evangelisch-lutherische Anstaltskirche, sogenannte Philippuskirche            | Romanisierender Kirchenbau mit schlank aufragendem Chorflankenturm, Arkadenhalle und Gruft unter dem Chor, romanisierend, 1924–1927 nach Planung von Christian Ruck; mit Ausstattung | D-5-74-157-43           | weitere Bilder |
| Rummelsberg 1 (Standort)  | Terrassenanlage                                                               | 1924–1927 | D-5-74-157-43 zugehörig | weitere Bilder |
| Rummelsberg 1 (Standort)  | Friedhof                                                                      | mit liegenden Grabsteinen, 1924–1927 | D-5-74-157-43 zugehörig | weitere Bilder |
| Rummelsberg 1 (Standort)  | Friedhofsmauer                                                                | Sandstein, 1924–1927 | D-5-74-157-43 zugehörig | BW             |
| Rummelsberg 4 (Standort)  | Anstaltsgebäude, sogenanntes Neues Brüderhaus                                 | Dreigeschossiger massiver Walmdachbau mit vertikal gegliedertem höhergezogenem Mittelrisalit, in Formen der konservativen Moderne, 1930/31 nach Planung von Christian Ruck           | D-5-74-157-55           | weitere Bilder |
| Rummelsberg 35 (Standort) | Anstaltsgebäude, erster Bau der Rummelsberger Anstalten, heute Diakonenschule | Zweigeschossiger Walmdachbau mit dreigeschossigem Mittelrisalit und Dachreiter, im barockisierenden Heimatstil, bezeichnet „1905“, von Architekt Bürger                              | D-5-74-157-56           | weitere Bilder |
| Rummelsberg 37 (Standort) | Ehemaliges Inspektoren- und Pfarrhaus, heute Haus der Diakoninnengemeinschaft | Zweigeschossiger massiver Walmdachbau mit Walmdachzwerchhäusern und hölzerner Loggia, im barockisierenden Heimatstil, bezeichnet „1905“                                              | D-5-74-157-57           | weitere Bilder |
| Rummelsberg 43 (Standort) | Anstaltsgebäude, ehemaliges Brüderhaus, sogenanntes Waldheim                  | Zweigeschossiger Sandsteinquaderbau, Mansardwalmdach mit Zwerchhaus, historisierend, 1922, erweitert                                                                                 | D-5-74-157-58           | weitere Bilder |

### Unterlindelburg
| Lage                         | Objekt                   | Beschreibung                                                         | Akten-Nr.     | Bild           |
| ---------------------------- | ------------------------ | -------------------------------------------------------------------- | ------------- | -------------- |
| Lindenstraße 2 (Standort)    | Ehemaliges Wohnstallhaus | Eingeschossiger Sandsteinquaderbau mit Zwerchhaus, bezeichnet „1875“ | D-5-74-157-45 | weitere Bilder |
| Lindenstraße 10 (Standort)   | Scheune                  | Fachwerkbau mit Satteldach, auf Quadersockel, bezeichnet „1720“      | D-5-74-157-47 | BW             |
| Nähe Lindenstraße (Standort) | Scheune                  | Fachwerkbau, 19. Jahrhundert                                         | D-5-74-157-46 | BW             |

### Keinem Gemeindeteil zugeordnet
| Lage                       | Objekt                                 | Beschreibung | Akten-Nr.      | Bild |
| -------------------------- | -------------------------------------- | --- | -------------- | ---- |
| Ludwig-Donau-Main-Kanal () | Abschnitt des Ludwig-Donau-Main-Kanals | künstlich angelegte Wasserstraße zwischen Kelheim und Bamberg auf einer Länge von 173 km mit ehemals 100 Schleusen, zahlreichen wasser- und schifffahrtstechnischen Anlagen und Gebäuden zur Herstellung eines durchgehenden Wasserweges zwischen Nordsee und dem Schwarzen Meer, auf Veranlassung König Ludwigs I. von Bayern durch Heinrich Freiherr von Pechmann, 1836–45; Bruckkanal über die Schwarzach, 1836–45; Kanalwärterhaus, 1836–45; Grundablass mit Einlauf in die Schwarzach, 1836–45; Bruckkanal über den Gauchsbach, 1836–45; Gauchsbach Leitgraben, 1836–45; Bogenbrücke, 1836–45 | D-5-76-151-136 |      |

## Ehemalige Baudenkmäler
In diesem Abschnitt sind Objekte aufgeführt, die früher einmal in der Denkmalliste eingetragen waren, jetzt aber nicht mehr. Objekte, die in anderem Zusammenhang – also z. B. als Teil eines Baudenkmals – weiter eingetragen sind, sollen hier nicht aufgeführt werden. Aktennummern in diesem Abschnitt sind ehemalige, jetzt nicht mehr gültige Aktennummern.

| Lage                                                              | Objekt                                                         | Beschreibung                                                            | Akten-Nr.     | Bild           |
| ----------------------------------------------------------------- | -------------------------------------------------------------- | ----------------------------------------------------------------------- | ------------- | -------------- |
| Schwarzenbruck Hauptstraße 25, Sankt-Gundekar-Straße 2 (Standort) | Historische Ausstattung der Katholischen Pfarrkirche St. Josef | 18. Jahrhundert                                                         | D-5-74-157-3  | weitere Bilder |
| Unterlindelburg Faberstraße 2 (Standort)                          | Ehemaliges Wohnstallhaus                                       | Eingeschossiger Sandsteinquaderbau mit Steildach, bezeichnet mit „1885“ | D-5-74-157-44 | weitere Bilder |